# Vercourt
Vercourt est une commune française située dans le département de la Somme, en région Hauts-de-France.
Depuis juillet 2020, la commune fait partie du parc naturel régional Baie de Somme - Picardie maritime.
La commune fait partie des villages labellisés Pays d'art et d'histoire qui œuvrent à mettre en avant leur patrimoine,.

## Géographie

### Localisation
Vercourt est un village picard du Ponthieu.
Limitrophe de Rue, la localité est située à 19 km au sud de Montreuil-sur-Mer, 24 km au nord-ouest d'Abbeville et à 62 km au nord-ouest d'Amiens à vol d'oiseau.
Le territoire de la commune est limitrophe de ceux de trois communes.
Les communes limitrophes sont Villers-sur-Authie, Arry et Rue.

### Géologie, relief, hydrographie
Le sol est silico-argileux. Ancien rivage à l'époque maritime, on trouve souvent du sable mélangé aux galets, une terre peu productive.
Situé en plaine, le village s'est bâti dans une légère dépression centrale.
Les puits sont alimentés par une nappe peu profonde.

### Hydrographie

#### Réseau hydrographique
La commune est située dans le bassin Artois-Picardie. Elle est drainée par le canal des Masures.

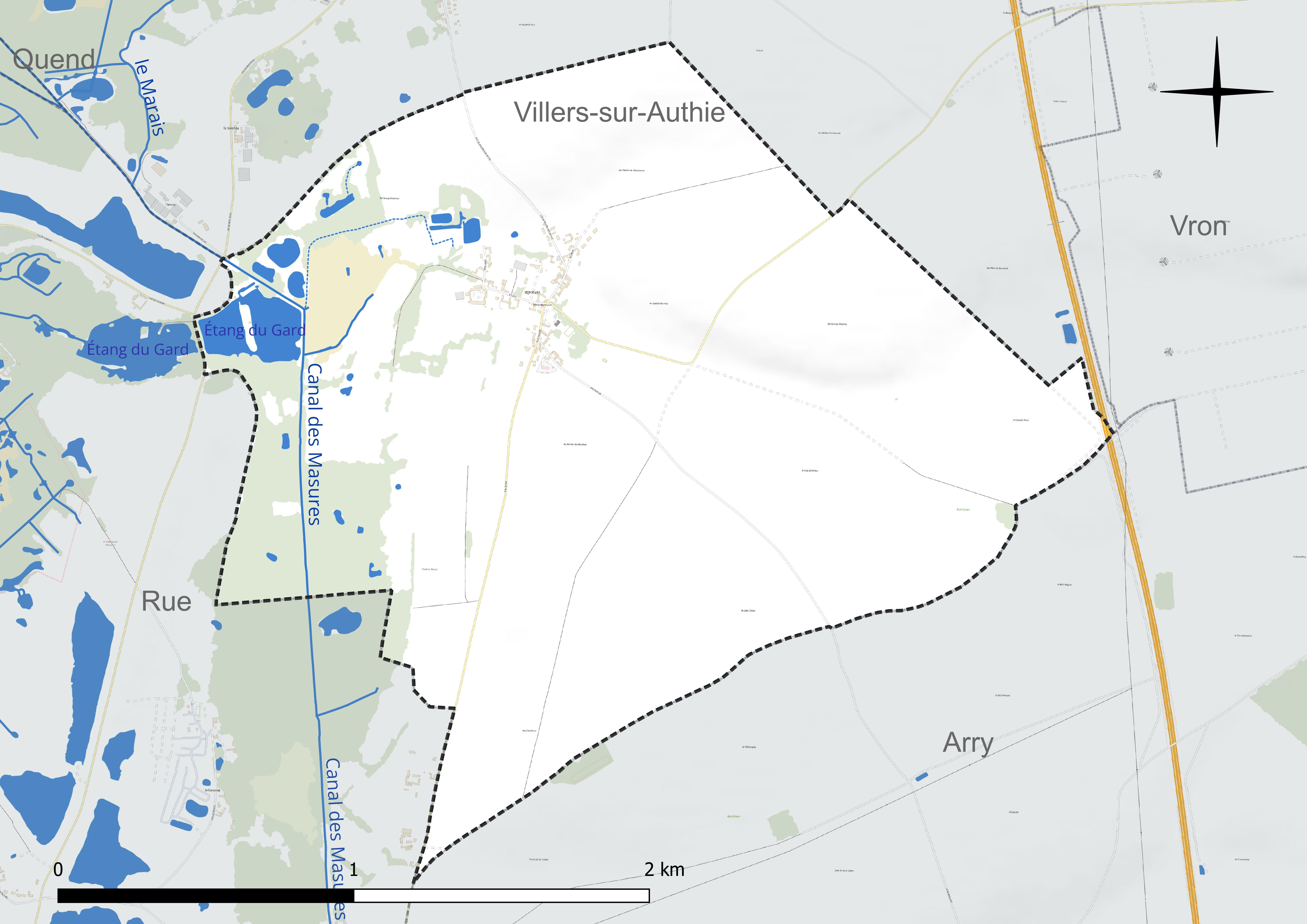
Réseau hydrographique de Vercourt.

Un plan d'eau complète le réseau hydrographique : l'étang du Gard (5,7 ha),.

#### Gestion et qualité des eaux
Le territoire communal est couvert par le schéma d'aménagement et de gestion des eaux (SAGE) « Authie ». Ce document de planification concerne un territoire de 1 253 km2 de superficie, délimité par le bassin versant de l'Authie. Le périmètre a été arrêté le 5 août 1999 et le SAGE proprement dit est, en 2024, en cours d'élaboration. La structure porteuse de l'élaboration et de la mise en œuvre est le syndicat mixte Canche Et Authie.
La qualité des cours d'eau peut être consultée sur un site dédié géré par les agences de l'eau et l'Agence française pour la biodiversité.

### Climat
Pour des articles plus généraux, voir Climat des Hauts-de-France et Climat de la Somme.
En 2010, le climat de la commune est de type climat océanique franc, selon une étude du CNRS s'appuyant sur une série de données couvrant la période 1971-2000. En 2020, Météo-France publie une typologie des climats de la France métropolitaine dans laquelle la commune est exposée à un climat océanique et est dans la région climatique Côtes de la Manche orientale, caractérisée par un faible ensoleillement (1 550 h/an) ; forte humidité de l'air (plus de 20 h/jour avec humidité relative > 80 % en hiver), vents forts fréquents.
Pour la période 1971-2000, la température annuelle moyenne est de 10,4 °C, avec une amplitude thermique annuelle de 12,6 °C. Le cumul annuel moyen de précipitations est de 828 mm, avec 12,4 jours de précipitations en janvier et 8 jours en juillet. Pour la période 1991-2020, la température moyenne annuelle observée sur la station météorologique la plus proche, située sur la commune de Cayeux-sur-Mer à 20 km à vol d'oiseau, est de 11,4 °C et le cumul annuel moyen de précipitations est de 761,1 mm,. Pour l'avenir, les paramètres climatiques de la commune estimés pour 2050 selon différents scénarios d'émission de gaz à effet de serre sont consultables sur un site dédié publié par Météo-France en novembre 2022.

## Urbanisme

### Typologie
Au 1er janvier 2024, Vercourt est catégorisée commune rurale à habitat dispersé, selon la nouvelle grille communale de densité à sept niveaux définie par l'Insee en 2022.
Elle est située hors unité urbaine et hors attraction des villes,.

### Occupation des sols
L'occupation des sols de la commune, telle qu'elle ressort de la base de données européenne d'occupation biophysique des sols Corine Land Cover (CLC), est marquée par l'importance des territoires agricoles (91,1 % en 2018), en diminution par rapport à 1990 (93,6 %). La répartition détaillée en 2018 est la suivante : 
terres arables (73,6 %), prairies (11,4 %), forêts (6,5 %), zones agricoles hétérogènes (6 %), eaux continentales (2,5 %). L'évolution de l'occupation des sols de la commune et de ses infrastructures peut être observée sur les différentes représentations cartographiques du territoire : la carte de Cassini (XVIIIe siècle), la carte d'état-major (1820-1866) et les cartes ou photos aériennes de l'IGN pour la période actuelle (1950 à aujourd'hui).

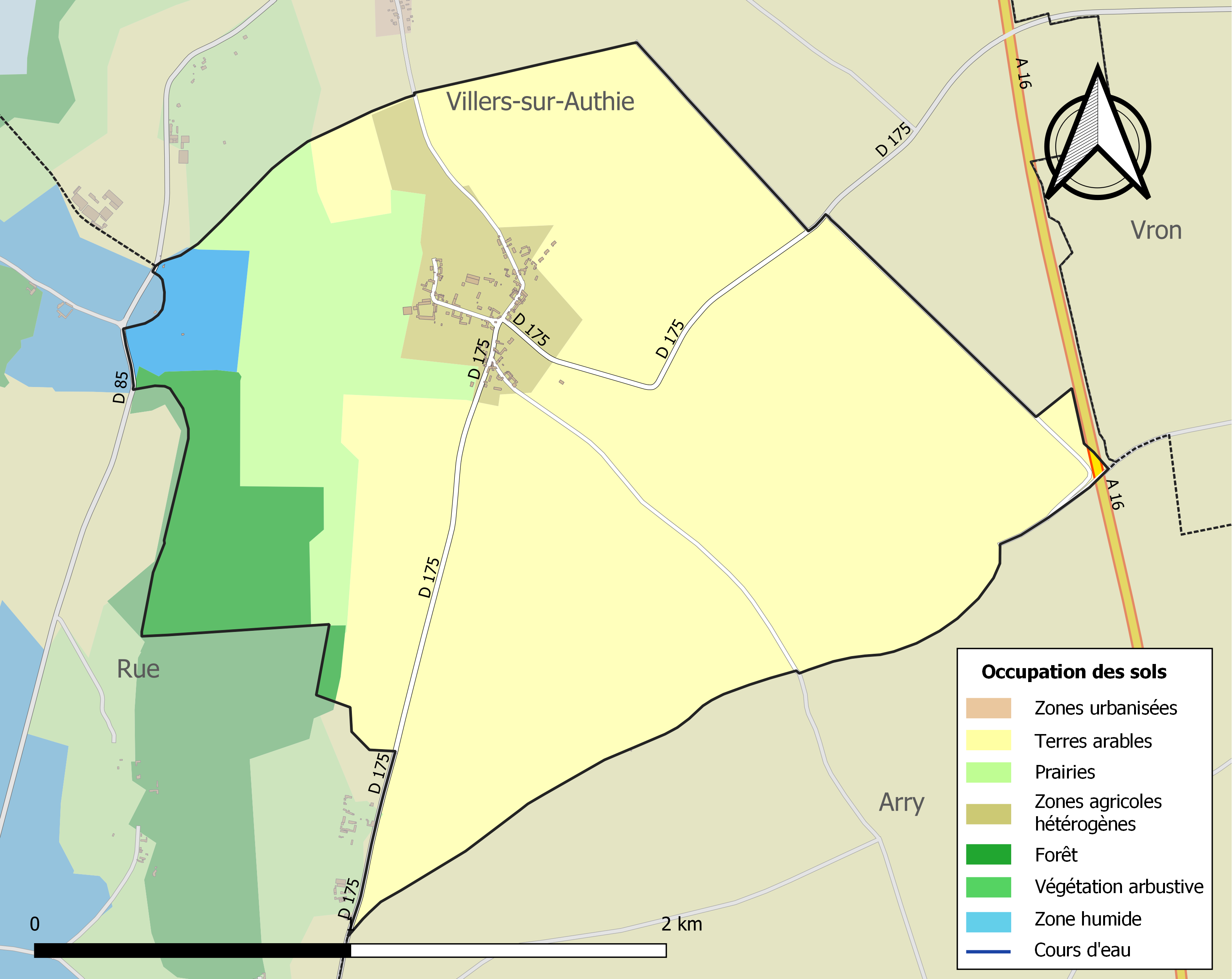
Carte des infrastructures et de l'occupation des sols de la commune en 2018 (CLC).

### Voies de communication et transports
La localité est desservie par la ligne de bus n°10 de Trans'80, Fort-Mahon - Rue - Abbeville, chaque jour de la semaine, sauf le dimanche.

## Toponymie
Le nom de la localité est attesté sous les formes Verculf en 842, citée par Hariulf, Verculfum en 844 et Vercoul en 1301.

## Histoire
La famille De Gourlay détient la seigneurie au XVIe siècle.
Propriété des de Belloy, le village passe ensuite aux mains des sieurs Becquin et Mauvoisin en 1763.
Les Lefebvre du Groriez sont seigneurs du village au XVIIIe siècle.
En 1849, comme dans toutes les communes de France, la population masculine majeure peut, pour la première fois, aller voter grâce à l'instauration du suffrage universel.
Voici la répartition (en nombre) de quelques patronymes des 40 électeurs :
| Aignerelle, 3 ; Dufour, 2 ; Grandin, 3 ; Maillard, 4 ; Parmentier, 2 ; Plus, 4. |

## Politique et administration
| Période                                  | Période                      | Identité             | Étiquette | Qualité                         |
| ---------------------------------------- | ---------------------------- | -------------------- | --------- | ------------------------------- |
| Les données manquantes sont à compléter. |                              |                      |           |                                 |
|                                          |                              | Lefebvre du Grosriez |           |                                 |
|                                          |                              | Charles Doudet       |           | En fonction en 1870-1871        |
|                                          |                              | Pierre Tingry        |           | En fonction en 1895-1906        |
|                                          |                              | Pierre Bellegueule   |           | En fonction en 1933             |
|                                          |                              | Roger Thibaut        |           | En fonction en 1936 et en 1945  |
|                                          |                              | Pierre Berthon       |           | En fonction en 1955             |
| avant 1988                               |                              | Jean Caron           |           |                                 |
| Les données manquantes sont à compléter. |                              |                      |           |                                 |
| mars 2001                                | 2004                         | Robert Demanet       |           |                                 |
| fin 2004                                 | En cours (au 8 octobre 2020) | Vincent Dubois       | DVC       | Réélu pour le mandat 2020-2026, |

## Population et société

### Démographie

#### Évolution démographique
De 14 feux en 1469, on passe à 23 feux et 77 habitants en 1724.
L'évolution du nombre d'habitants est connue à travers les recensements de la population effectués dans la commune depuis 1793. Pour les communes de moins de 10 000 habitants, une enquête de recensement portant sur toute la population est réalisée tous les cinq ans, les populations de référence des années intermédiaires étant quant à elles estimées par interpolation ou extrapolation. Pour la commune, le premier recensement exhaustif entrant dans le cadre du nouveau dispositif a été réalisé en 2008.
En 2022, la commune comptait 97 habitants, en évolution de +4,3 % par rapport à 2016 (Somme : −1,26 %, France hors Mayotte : +2,11 %). Le maximum de la population a été atteint 1831 avec 179 habitants.
| 1793 | 1800 | 1806 | 1821 | 1831 | 1836 | 1841 | 1846 | 1851 |
| ---- | ---- | ---- | ---- | ---- | ---- | ---- | ---- | ---- |
| 139  | 123  | 121  | 132  | 179  | 142  | 145  | 131  | 142  |

| 1856 | 1861 | 1866 | 1872 | 1876 | 1881 | 1886 | 1891 | 1896 |
| ---- | ---- | ---- | ---- | ---- | ---- | ---- | ---- | ---- |
| 161  | 170  | 175  | 149  | 152  | 150  | 153  | 152  | 162  |

| 1901 | 1906 | 1911 | 1921 | 1926 | 1931 | 1936 | 1946 | 1954 |
| ---- | ---- | ---- | ---- | ---- | ---- | ---- | ---- | ---- |
| 159  | 154  | 150  | 148  | 147  | 137  | 155  | 151  | 146  |

| 1962 | 1968 | 1975 | 1982 | 1990 | 1999 | 2006 | 2008 | 2013 |
| ---- | ---- | ---- | ---- | ---- | ---- | ---- | ---- | ---- |
| 142  | 119  | 108  | 90   | 82   | 85   | 106  | 112  | 98   |

| 2018 | 2022 | - | - | - | - | - | - | - |
| ---- | ---- | - | - | - | - | - | - | - |
| 93   | 97   | - | - | - | - | - | - | - |

#### Pyramide des âges
En 2018, le taux de personnes d'un âge inférieur à 30 ans s'élève à 33,3 %, soit en dessous de la moyenne départementale (36,4 %). De même, le taux de personnes d'âge supérieur à 60 ans est de 25,8 % la même année, alors qu'il est de 26,0 % au niveau départemental.
En 2018, la commune comptait 47 hommes pour 46 femmes, soit un taux de 50,54 % d'hommes, largement supérieur au taux départemental (48,51 %).
Les pyramides des âges de la commune et du département s'établissent comme suit.
| Hommes | Classe d’âge | Femmes |
| ------ | ------------ | ------ |
| 0,0    | 90 ou +      | 0,0    |
| 8,5    | 75-89 ans    | 15,2   |
| 19,1   | 60-74 ans    | 8,7    |
| 23,4   | 45-59 ans    | 23,9   |
| 14,9   | 30-44 ans    | 19,6   |
| 14,9   | 15-29 ans    | 19,6   |
| 19,1   | 0-14 ans     | 13,0   |

| Hommes | Classe d’âge | Femmes |
| ------ | ------------ | ------ |
| 0,6    | 90 ou +      | 1,8    |
| 6,7    | 75-89 ans    | 9,4    |
| 17,2   | 60-74 ans    | 18,1   |
| 19,8   | 45-59 ans    | 19,1   |
| 18,2   | 30-44 ans    | 17,5   |
| 19,4   | 15-29 ans    | 18     |
| 18,2   | 0-14 ans     | 16,2   |

### Enseignement
Le village n'a plus d'école primaire. Les enfants sont orientés vers l'école intercommunale de Vron.

## Économie
Ces tableaux (en référence) regroupent les chiffres clés de l'économie communale.

## Culture locale et patrimoine

### Lieux et monuments
- Église Saint-Saturnin. Le chevet de cette église porte les plaques en cuivre sur lesquelles ont été gravés les noms des décédés dont les tombes ont été abandonnées.
- Château sur la place : le petit château Vercourt, construit vers 1895, possède une toiture à la Mansard et un parc d'1,8 ha. Il fut occupé et utilisé comme quartier général par les nazis durant la Deuxième Guerre mondiale[38]. Le Général Rommel y séjourna lors des travaux de fortification de la côte, car la Somme était un des sites envisagés pour le débarquement allié.
- Oratoire Notre-Dame-de-Joie. Daté de la fin du XIXe siècle, il tient lieu de limite entre les paroisses de Rue et Vercourt[39].
- La mairie, initialement en torchis a été reconstruite en 1935. C'est la plus petite du canton (20 m²). Ses deux pignons en pas-de-moineaux lui donnent un aspect néo-flamand[40].

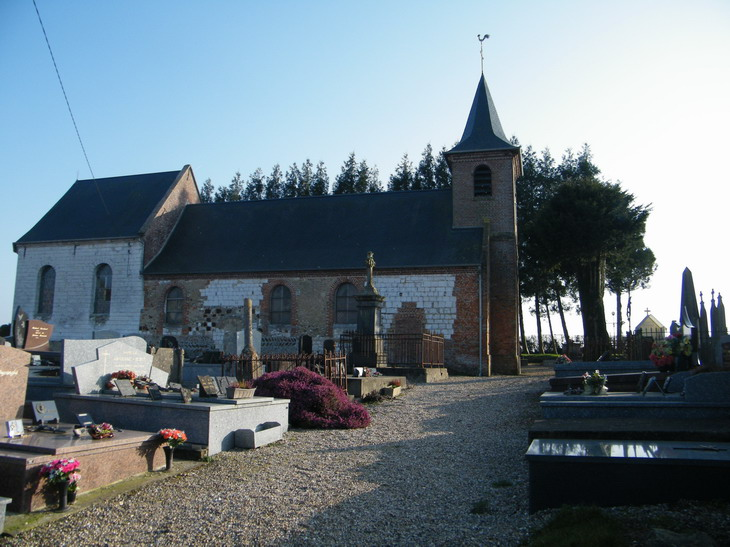
Saint-Saturnin.
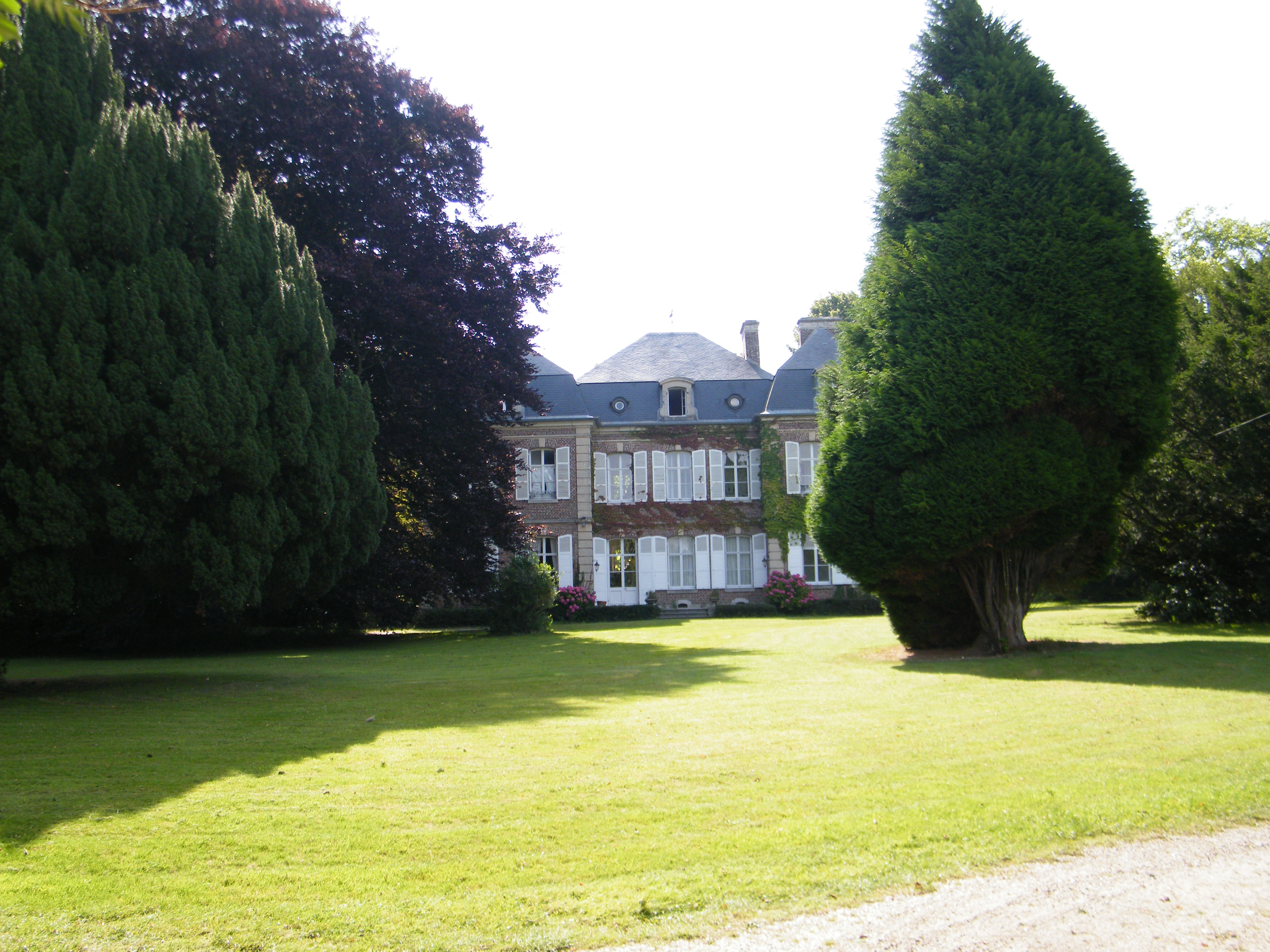
Château.
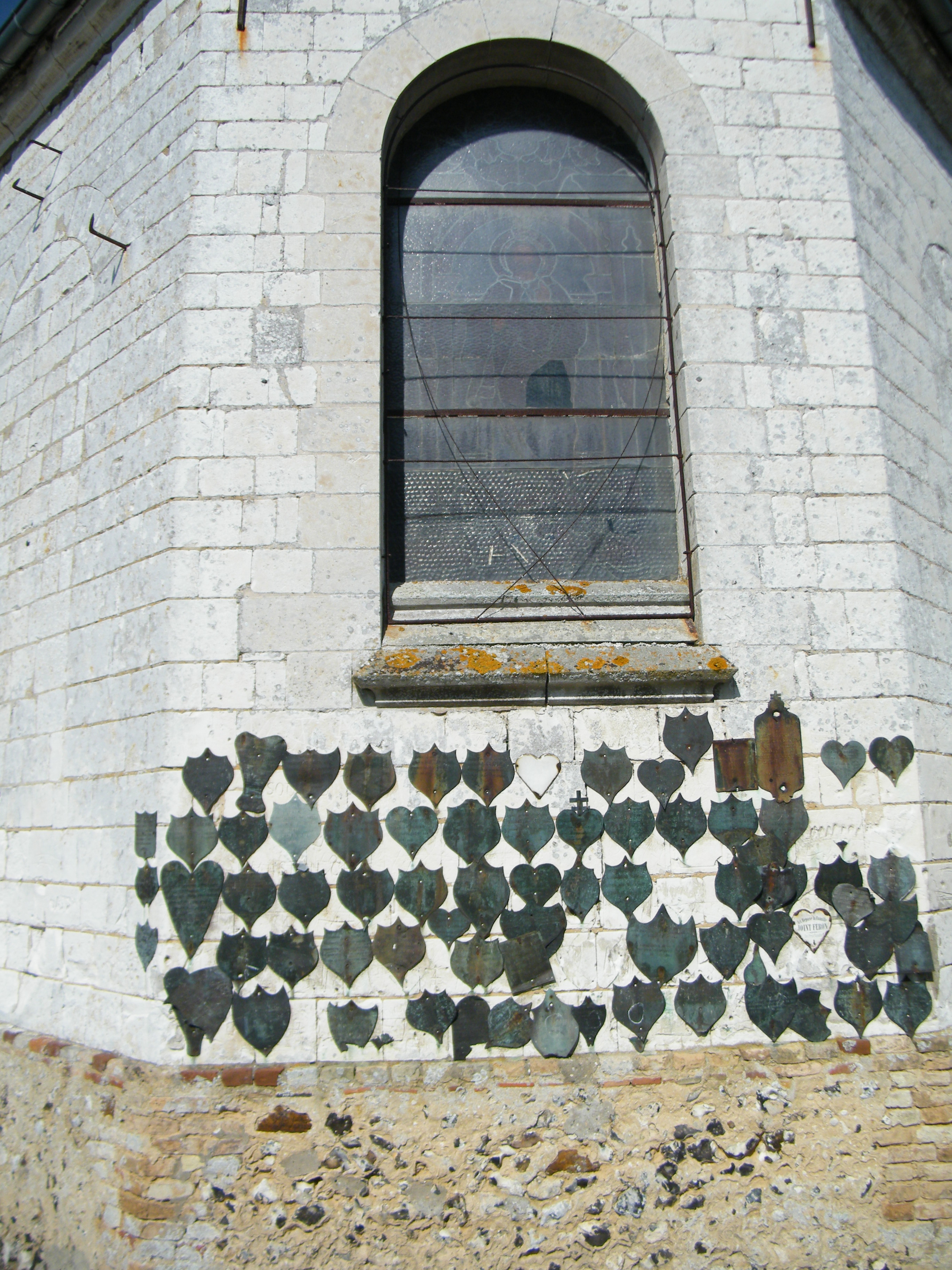
Chevet de l'église.
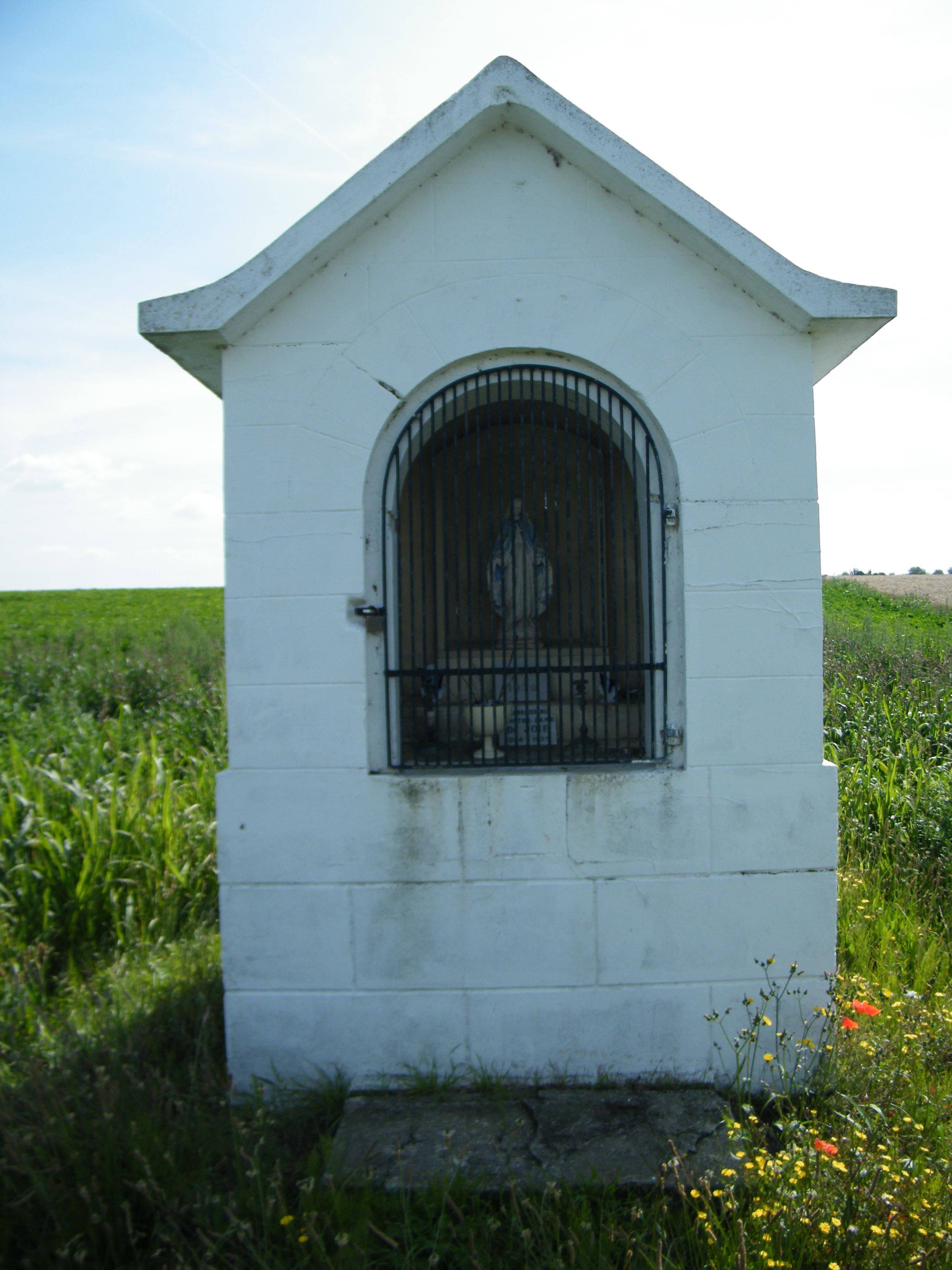
Oratoire Notre-Dame-de-Joie, vers Cantereine.
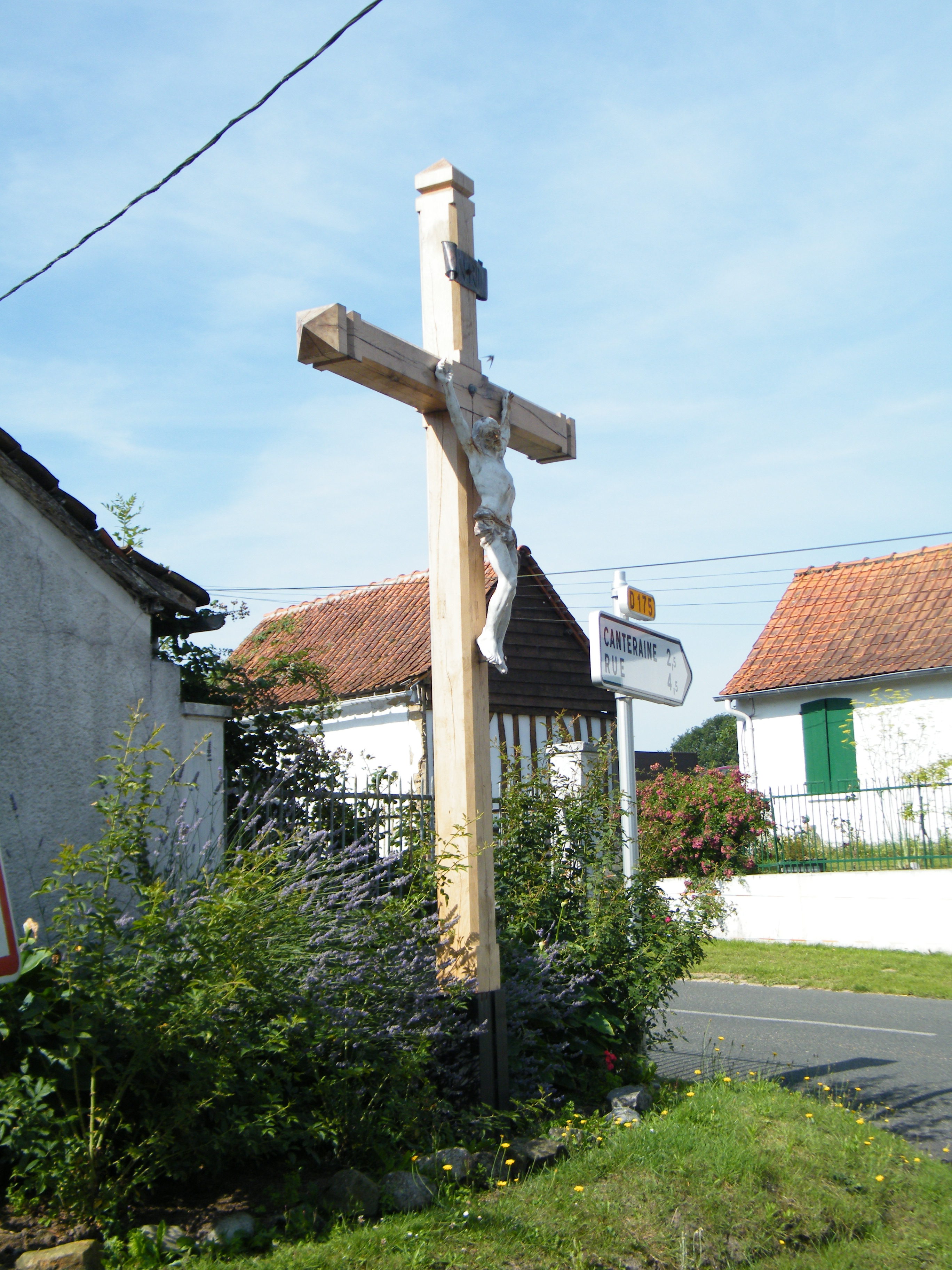
Calvaire vers Cantereine.
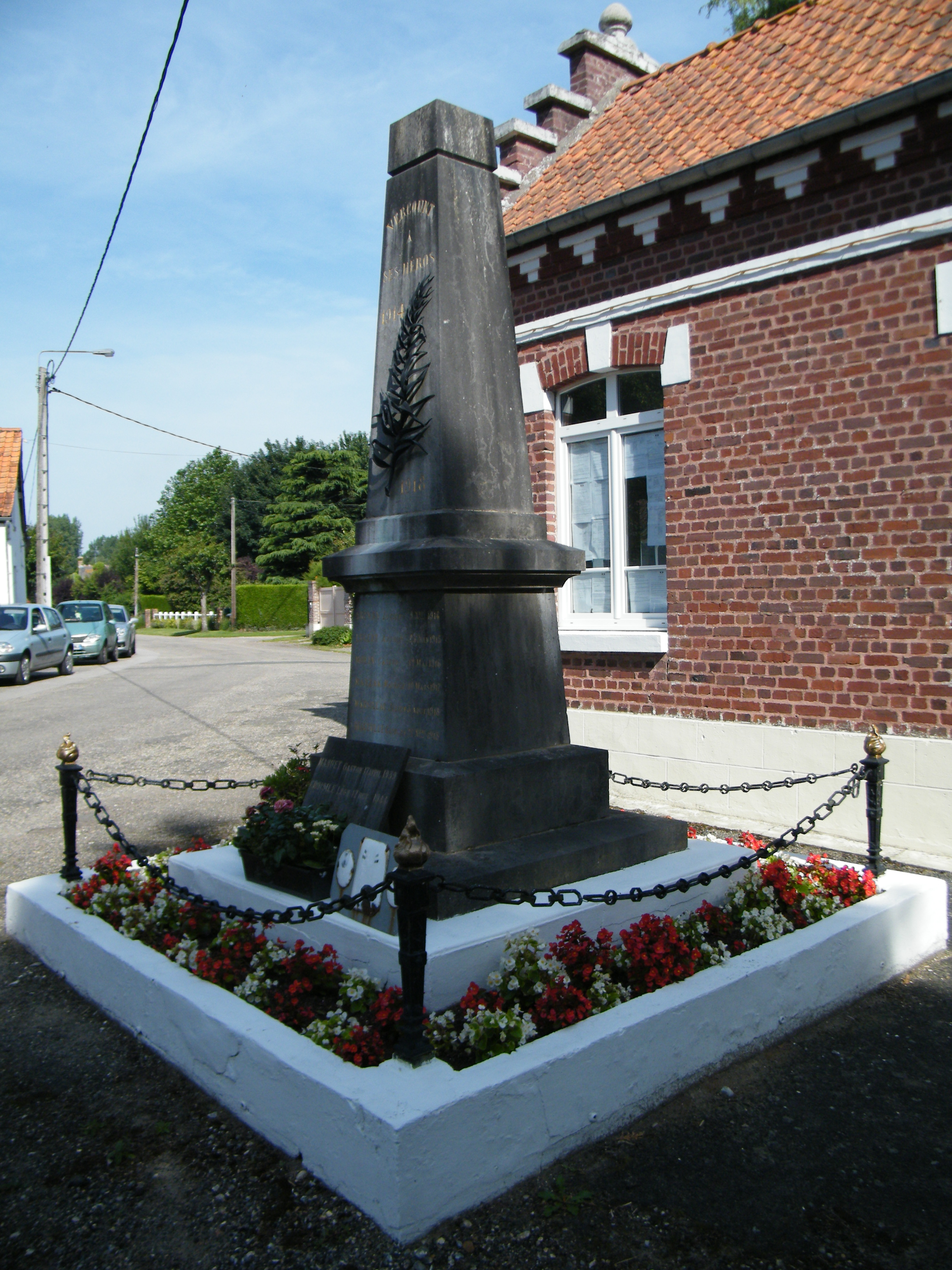
Monument aux morts.
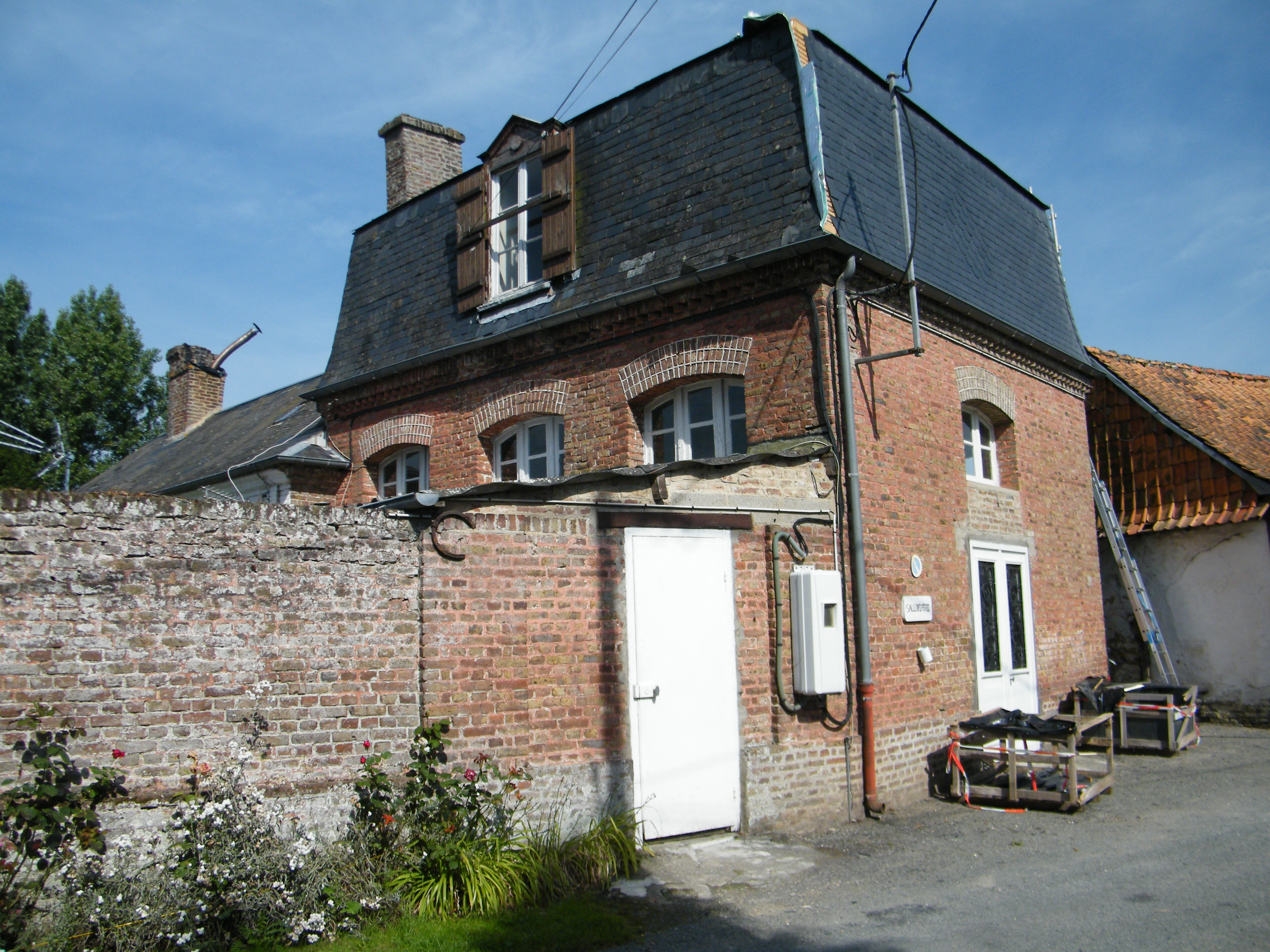
Ancienne école, devenue logement locatif et salle communale.
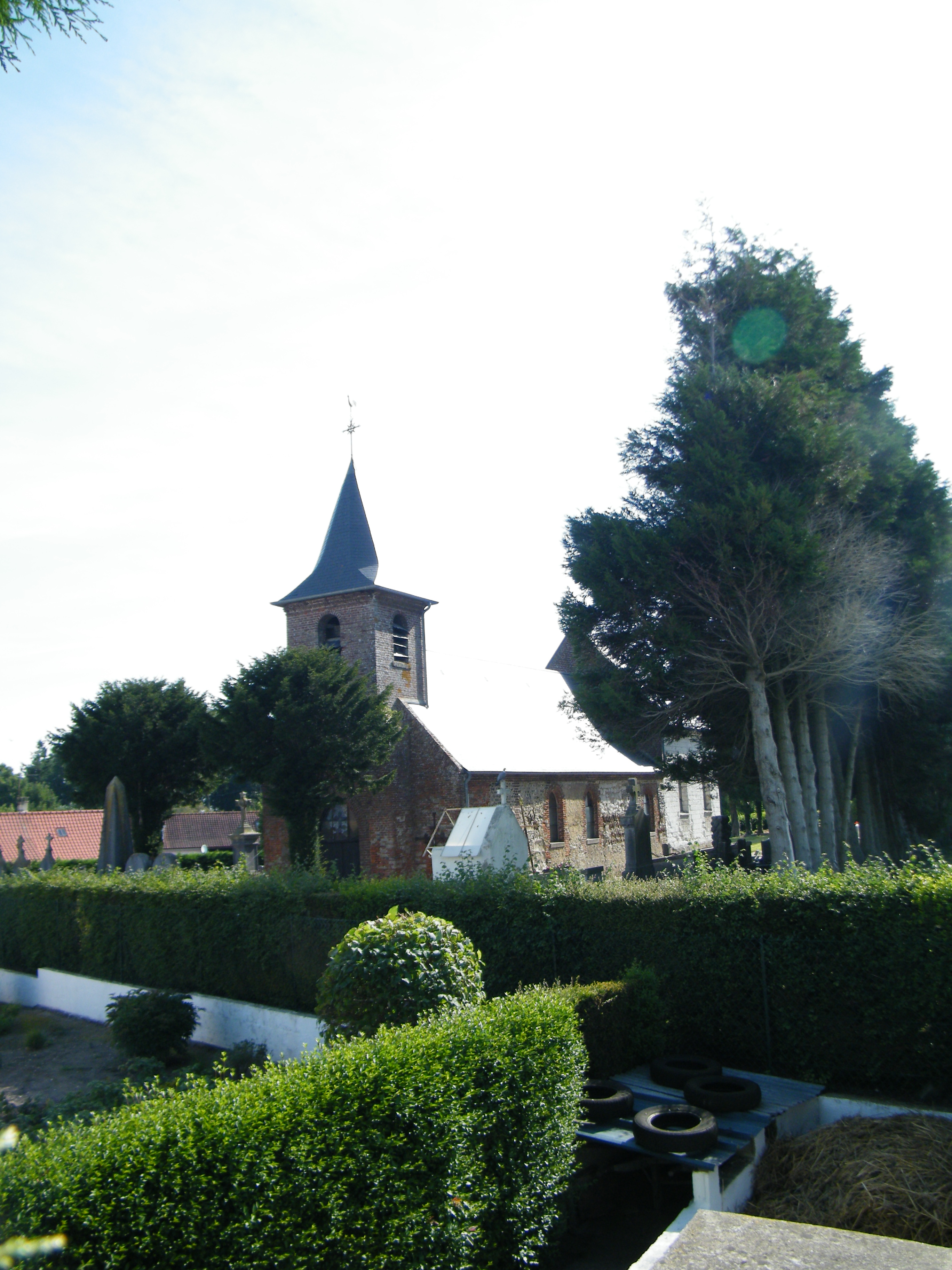
Autre vue de l'église.

### Héraldique
| Blason de Vercourt | Blason  | D'argent à la croix ancrée de sable ; chapé d'azur chargé de deux étoiles d'argent ; le tout sommé d'un chef d'or chargé de deux pals de sable accompagnés de trois merlettes de gueules. |
| Blason de Vercourt | Détails | Le statut officiel du blason reste à déterminer. |

Le blason s'inspire des armes de deux familles qui ont vécu à Vercourt : les De Gourlay et les Lefebvre du Grosriez. Il a été adopté par la commune le 21 décembre 2018.